# Мамаду Ньянг
Мамаду́ Ньянг (фр. Mamadou Niang, нар. 13 жовтня 1979, Матам) — колишній сенегальський футболіст, нападник національної збірної Сенегалу.

## Клубна кар'єра
Народився 13 жовтня 1979 року в місті Матам. Вихованець юнацьких команд футбольних клубів «Гавр» та «Труа».
У дорослому футболі дебютував 2000 року виступами за команду клубу «Труа», в якій провів три сезони, взявши участь у 47 матчах чемпіонату. За цей час виборов титул володаря Кубка Інтертото.
Згодом з 2003 по 2005 рік грав у складі команд клубів «Мец» та «Страсбур».
Своєю грою за останню команду привернув увагу представників тренерського штабу клубу марсельського «Олімпіка», до складу якого приєднався 2005 року. Відіграв за команду з Марселя наступні п'ять сезонів своєї ігрової кар'єри. Більшість часу, проведеного у складі «Марселя», був основним гравцем атакувальної ланки команди. За цей час додав до переліку своїх трофеїв титул чемпіона Франції та ще один титул володаря Кубка Інтертото.
Протягом 2010—2014 років захищав кольори турецьких «Фенербахче» і «Бешикташа», а також катарського «Аль-Садда».
До складу клубу «Арль-Авіньйон» приєднався 2014 року. Після одного сезону за команду з Авіньйона завершив кар'єру.

## Виступи за збірну
2002 року дебютував в офіційних матчах у складі національної збірної Сенегалу. Провів у формі головної команди країни 55 матчів, забивши 20 голів, останній матч за «левів з Теранги» провів 2012 року.
У складі збірної був учасником Кубків африканських націй 2004 року у Тунісі, 2006 року в Єгипті, 2008 року у Гані та 2012 року у Габоні та Екваторіальній Гвінеї.

## Титули і досягнення
- Чемпіон Франції:

«Марсель»: 2009–10
- Володар Кубка французької ліги:

«Страсбур»: 2004–05
«Марсель»: 2009–10
- Володар Суперкубка Франції:

«Марсель»: 2010
- Чемпіон Туреччини:

«Фенербахче»: 2010–11
- Володар Кубка Інтертото:

«Труа»: 2001
«Марсель»: 2005
- Переможець Ліги чемпіонів АФК:

«Ас-Садд»: 2011